# Sofía Gyllenhielm
Sofía Gyllenhielm (también conocida como Sofia Johansdotter Gyllenhielm; 1556/59 - Reval, Estonia; junio de 1583) fue una noble sueca, hija ilegítima del rey Juan III de Suecia, entonces Duque de Finlandia, y de la finlandesa Karin Hansdotter.

## Vida

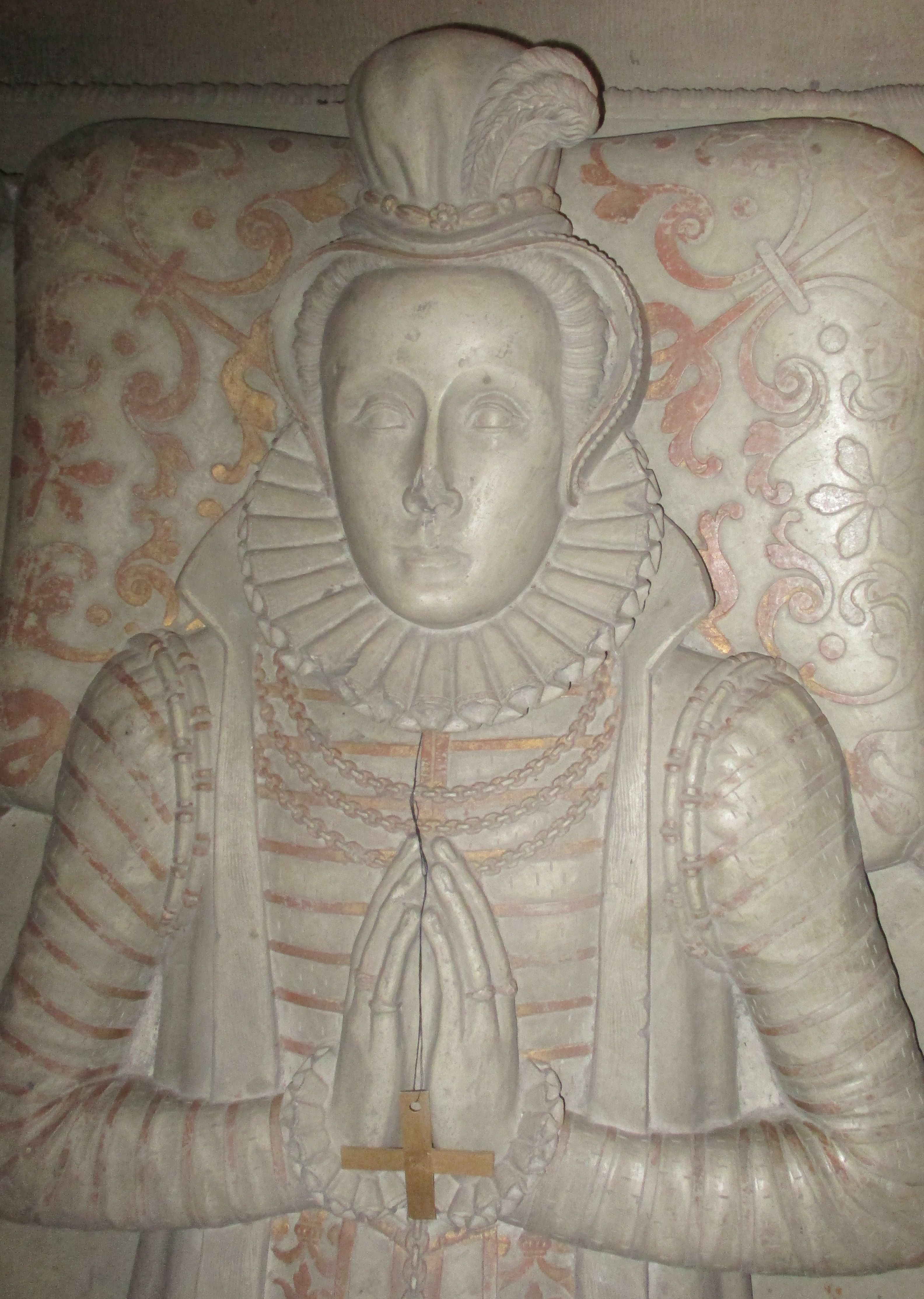
Tumba de Gyllenhielm en Tallin

Sofía pasó su infancia con su madre en el castillo de Turku, en el ducado de Finlandia. Su padre casó con Catalina Jagellón en 1562, momento en que Sofía y su hermano Julius (1559-1583), pero no su hermana menor, fueron retirados de la custodia de su madre y llevados a vivir con su padre. El príncipe Juan fue acusado de traición y encarcelado en el castillo de Gripsholm, acompañado de Catalina. Gyllenhielm y su hermano fueron entregados al cuidado de Anna Andersdotter, esposa de Jöran Persson. Catalina sobornó a Persson para que le entregara a los niños pero éste no accedió a devolverlos, Solo fueron devueltos a su padre en 1568, cuando Juan destronó a Erico XIV y se proclamó rey. 
En 1576 Gyllenhielm desempeñaba el puesto de dama de compañía de su tía, la princesa Isabel de Suecia. El mismo año, su padre la prometió a su favorito, el barón francés Pontus De la Gardie (1520-1585) en pago a los servicios prestados por este militar. Sofía, su hermana Lucretia Gyllenhielm (1561-1585) y su hermano Julius fueron ennoblecidos en 1577 y recibiendo el apellido Gyllenhielm.
La boda se celebró en Vadstena, Östergötland, el 14 de enero de 1580. Fue un gran evento con muchos invitados, tantos que durante la ceremonia una galería de la iglesia se derrumbó y murió una persona. Para los católicos presentes este hecho fue interpretado como una maldición divina hacia los herejes.
En 1581, Gyllenhielm acompañó a su marido a Estonia, entonces perteneciente a Suecia. Murió en 1583, tras dar a luz a su hijo Jacobo, en Reval. Está enterrada en la catedral de Santa María de Tallin. El monumento funerario, escultura yacente en mármol, es obra del artista y arquitecto Arent Passer.
Pontus De la Gardie y Sofia Gyllenhielm tuvieron tres hijos:
- Brita Pontusdotter De la Gardie (1581-1645)
- Barón Johan De la Gardie (1582-1642), estadista del imperio sueco
- Conde y mariscal de campo, Jacobo De la Gardie (1583-1652)